# Apate bicolor
Apate bicolor är en skalbaggsart som beskrevs av Olof Immanuel von Fåhraeus 1871. Apate bicolor ingår i släktet Apate och familjen kapuschongbaggar. Inga underarter finns listade i Catalogue of Life.

## Bildgalleri

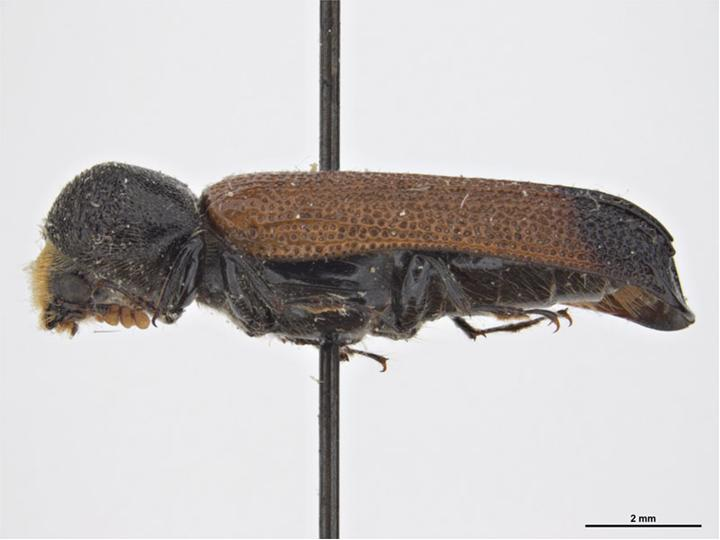